# Emiliano Zapata kommun, Hidalgo
Emiliano Zapata är en kommun i Mexiko.   Den ligger i delstaten Hidalgo, i den sydöstra delen av landet, 60 km öster om huvudstaden Mexico City.
Följande samhällen finns i Emiliano Zapata:
- Emiliano Zapata
- Santa Clara
- José María Morelos